# Hersha Parady
Hersha Parady, nom de scène de Betty Sandhoff, est une actrice américaine née le 25 mai 1945 à Berea (Ohio) et morte le 23 août 2023 à Norfolk (Virginie).

## Biographie
Hersha Parady a commencé sa carrière à la télévision dans Mannix. Mais c'est en 1976 qu'elle obtient le rôle d'Alice Garvey dans La Petite Maison dans la prairie, qu'elle joua jusqu'en 1980. Hersha Parady est surtout actrice de théâtre. Elle a été mariée au producteur John Peverall dont elle a eu un enfant.

## Filmographie

### Cinéma
- 1984 : Marathon Killer : Fay Canfield
- 1986 : Hyper Sapien: People from Another Star : Mme McAlpin
- 1995 : The Break : Mme Lufkowitz
- 2015 : Product (court-métrage) : une femme boulotte

### Télévision
- 1971 : Bearcats! (série TV) : Carrie
- 1972 : Mannix (série TV) : une réceptionniste
- 1975 : La Famille des collines (The Waltons) (série TV) : Victoria Madden
- 1976 : Sur la piste des Cheyennes (The Quest) (série TV) : Martha
- 1976-1980 : La Petite Maison dans la prairie (The Little House on the Prairie) (série TV) : Eliza Ingalls / Alice Garvey
- 1981 : Le Phénix (en) (série TV) : Lynn
- 1996 : La Famille du bonheur (Second Noah) (série TV) : Dr Johnson
- 1996 : Prenez garde à la baby-sitter! (The Babysitter's Seduction) (téléfilm) : Mme Bartrand
- 1996 : Our Son, The Matchmaker (téléfilm) : Mme Sloane
- 1997-1998 : Kenan et Kel (série TV) : Principal Dimly